# GSC3832-19-1
GSC3832-19-1 — хімічно пекулярна зоря спектрального класу A4, що має видиму зоряну величину в смузі V приблизно 12,0.
Вона  розташована на відстані близько 756,7 світлових років від Сонця.